# 二ツ木村
二ツ木村（ふたつぎむら）は、かつて岐阜県安八郡にあった村である。
現在の大垣市墨俣町二ツ木村に該当する。

## 歴史
- 1889年（明治22年）7月1日 - 町村制により二ツ木村発足。
- 1897年（明治30年）4月1日 - 墨俣町、下宿村、西橋村と合併し、改めて墨俣町発足。同日二ツ木村は廃止。